# 目黒区立第八中学校
目黒区立第八中学校（めぐろくりつ だいはちちゅうがっこう）は、東京都目黒区碑文谷にあった区立中学校。

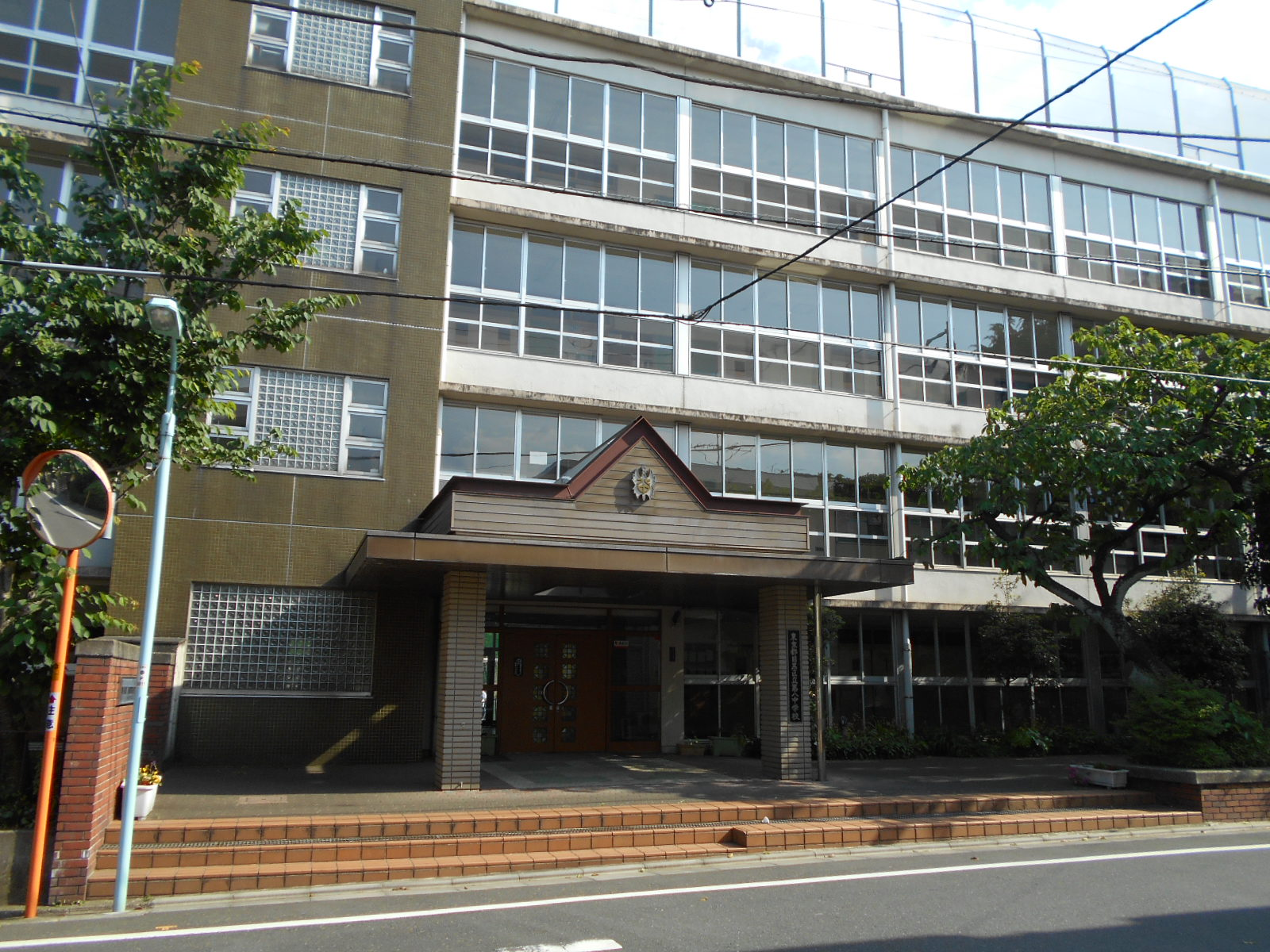

## 概要
- 平成15・16年度には文部科学省の国語力向上モデル地域国語教育推進校、平成16・17年度には目黒区教育委員会教育開発指定校に選ばれた。
- 令和7年（2025年）3月、目黒区立第十一中学校と統合され閉校。閉校後は現在の第八中学校の場所（目黒区碑文谷四丁目19番25号）新中学校を設置。 令和9年（2027）年度中を目途（建て替えによる新校舎整備後）、現在の第十一中学校の場所（目黒区緑が丘一丁目8番1号）に移転。 新校が現在の第八中学校の場所にある期間は、現在の第八中学校の既存校舎を改修して利用。

## 著名な出身者
- 仲根かすみ（和田毅夫人）- 元タレント（大阪府東大阪市から転入して、水泳部に所属していた）[1]
- 村上伸次 - Jリーグ審判員
- 山田亘（FENCE OF DEFENSE）ミュージシャン